# Aerolínea virtual
Una aerolínea virtual o Virtual Airline (VA por sus siglas en inglés) o escuela de vuelo virtual, es una entidad ficticia que emula las actividades de una aerolínea real o ficticia, a través de un simulador de vuelo. 
Son organizaciones no lucrativas. Algunas toman el nombre de una línea aérea verdadera (incluso muchas son auspiciadas por su par "real"). Las estructuras organizadas de las líneas aéreas virtuales incluyen a menudo presidentes, vicepresidentes, pilotos, rangos, e incluso rutas reales además de otras características que las líneas aéreas verdaderas también tienen. Todas estas personas y organizaciones dedicadas al vuelo simulado se reúnen en la aviación virtual o aviación simulada.

## Aviación virtual
Se entiende por aviación las infraestructuras, industria, personal y las organizaciones cuya actividad principal es la aviación, propiamente. En este sentido en que se engloba la actividad y sus medios materiales o personales, puede efectuarse una primera diferenciación entre aviación civil y aviación militar, en función de que el carácter de sus objetivos sea precisamente civil o militar.
Dentro de la Aviación simulada se encuentran dos grandes rublos como lo son Simulador de vuelo y Control del tráfico aéreo, desde el punto de vista de entrenamiento casero, para soportar el primer rublo nos encontramos con los simuladores aéreos los cuales no es más que recrear el concepto de aviación en un sistema que intenta replicar, o simular, la experiencia de volar una aeronave de la forma más precisa y realista posible.
La Aviación Simulada hoy en día se ve reflejada en Pilotos que vuelan desde sus hogares y/o oficinas con simuladores de Vuelo como es el Microsoft Flight Simulator, de la empresa Microsoft para su sistema operativo Windows.

## Comunidades virtuales
Hay una gran comunidad de usuarios para Microsoft Flight Simulator, en parte derivada de la estructura de simulador que permite numerosas modificaciones que pueden introducirse. También hay muchas compañías y organizaciones virtuales, donde los pilotos pueden hacer sus tareas como pilotos virtuales en una compañía aérea también virtual. Cuando apareció Internet, comenzaron a salir comunidades de Aviación Virtual, que no eran más que servidores compartidos donde los usuarios que volaban en el Microsoft Flight Simulator pudieran volar juntos e inclusive intercambiar mensajes de texto a través de una mensajería por ventana, luego comenzaron a salir herramientas que elevaron más allá el concepto de la aviación simulada y no solo nos permitieron hablar entre pilotos virtuales (en línea), sino que salieron sistemas que desarrollaron el otro rublo importante anteriormente mencionado el cual es el control aéreo, donde ahora no solo podías vivir la experiencia de volar, sino también de ser un controlador aéreo, con un sistema de radar instalado en tu PC.
Entre las comunidades de vuelo la más importante y conocida es IVAO, hoy en día con más de 36.000 Pilotos y Controladores Aéreo.

## Funcionamiento
Las aerolíneas virtuales funcionan a través de un simulador de vuelo como por ejemplo, Microsoft Flight Simulator o X-Plane, conectados generalmente a una red especializada en el vuelo en línea como el caso de IVAO (International Virtual Aviation Organization) o VATSIM (Virtual Air Traffic Flight Simulation Network) recreando lo más posible la aeronáutica comercial, civil e incluso militar (flotas, planes de vuelo, comunicaciones, itinerarios, meteorología, etc.).
Desde 2010, el juego sandbox conocido como Roblox, también se sumó a crear aerolíneas virtuales, existiendo grupos virtuales que ofrecen una experiencia de vuelo, virtualmente. Además de que cada uno de estos, contrate, tenga rangos (como Presidentes, Pilotos, Ejecutivos, Azafatas, etc), que tenga su propia flota de aviones, y que tenga sus propios escenarios utilizados como aeropuertos. Un ejemplo de aerolíneas virtuales en este juego, puede ser LeMonde Airlines.
En general simulan las operaciones de aerolíneas reales o virtuales igual que se proporcionan los medios y recursos necesarios para el control del tráfico aéreo en línea. 
Muchas aerolíneas virtuales cuentan con pilotos registrados quienes reportan sus horas de vuelo (acomulando horas para ellos y la aerolínea) a través de una página web, aunque algunas más innovadoras ya cuentan con softwares automáticos de reporte tales como VAFS, COMPETE VA, AGV, FSAIRLINES y AIRLINES ADMIN o sistemas propios desarrollados por la VA.

## Software de simulación
- Microsoft Flight Simulator (simulador de vuelo, aviación civil)
- X-Plane (simulador de vuelo, aviación civil)
- FlightGear (simulador de vuelo, aviación en general)
- Lockheed Martin Prepar3D (simulador de vuelo)

#### Aviones y helicópteros
- Aviones
- Helicópteros
- Instrumentos de control (avión)
- Simuladores de vuelo

#### Profesionales
- Pilotos
- Tripulante de cabina de pasajeros
- Controladores aéreos
- Despachante de Aeronaves

#### Instalaciones
- Aeropuertos
- Campos de aviación
- Helipuertos
- Pistas de aterrizaje
- Radioayuda

#### Procedimientos de vuelo
- Navegación aérea
- Control de tráfico aéreo

#### Entorno
- Meteorología
- Aerodinámica
- Cartografía

#### Reglamentación
- Derecho aeronáutico
- FAA (Administración norteamericana de aviación civil)
- Organización de Aviación Civil Internacional

#### Empresas
- Compañías aéreas
- Industria aeronáutica

#### Historia
- Historia de la aviación